# Phytoecia analis
Phytoecia analis är en skalbaggsart som först beskrevs av Fabricius 1781.  Phytoecia analis ingår i släktet Phytoecia och familjen långhorningar.
Artens utbredningsområde är:
- Benin.
- Gabon.
- Ghana.
- Liberia.
- Mali.
- Nigeria.
- Senegal.
- Sierra Leone.
- Togo.

Inga underarter finns listade i Catalogue of Life.